# São Miguel (Vila Franca do Campo)
São Miguel ist eine Gemeinde (Freguesia) auf der portugiesischen Atlantikinsel São Miguel im Kreis (Concelho) von Vila Franca do Campo. Auf einer Fläche von 12,6 km² leben 2486 Einwohner (Stand 19. April 2021) in der Gemeinde, was einer Bevölkerungsdichte von 197,4 Einwohnern/km² entspricht.
Die Gemeinde São Miguel stellt, zusammen mit der Gemeinde São Pedro, das Stadtgebiet Vila Franca do Campos dar. 
In São Miguel liegt u. a. die Stadtverwaltung (Câmara Municipal oder auch Paços do Concelho). Zudem gehört die vorgelagerte kleine Insel Ilhéu de Vila Franca do Campo zum Gemeindegebiet.